# Nils von der Heyde
Nils von der Heyde (* 8. Januar 1938) ist ein deutscher Journalist.

## Leben
Von der Heyde ist ein Sohn der Drehbuchautorin und Schriftstellerin Sibylle Freybe (Pseudonym: Johanna Sibelius) und des Filmdramaturgen Horst von der Heyde. Von der Heyde besuchte das Internat in Berg.
Er war Polizei-Reporter der Münchner Abendzeitung von 1960 bis 1962, Redakteur bei Quick 1962 bis 1963, Redakteur beim Spiegel (1966 bis 1968), Reporter bei Die Welt (1968), Ressortleiter DII beim Stern (1969), Reporter der Welt am Sonntag (1970 bis 1972), Redakteur Deutsches Allgemeines Sonntagsblatt (1972 bis 1977), Chefreporter bei Bild (1977 bis 1980), Chefreporter Hörzu (1980 bis 1982), Redakteur Deutsches Allgemeines Sonntagsblatt (1983–1984), sowie Chefredakteur der Hamburger Morgenpost (1985/86).
Von der Heyde führte Interviews u. a. mit David Kimche, Helmut Schmidt, Helmut Kohl, Franz Josef Strauß, Klaus von Dohnanyi, Hans-Dietrich Genscher, Stylianos Pattakos, Henry Kissinger, Cyrus Vance, Jitzchak Rabin, Ingrid Bergman, Ariel Scharon, Reza Pahlevi, Abū l-Hasan Banīsadr, Ruhollah Chomeini, Paulette Goddard, Golo Mann, David Owen, Peter Carington, Schapur Bachtiar.
Von der Heyde berichtete als Reporter der Abendzeitung im Mordfall Praun und wurde 1962 im Prozess gegen Vera Brühne als Zeuge vor Gericht gehört.
2011 machte er öffentlich, dass der damalige Leiter des Hamburger Verfassungsschutzamtes, sein Freund Christian Lochte, ihm zwei Tage nach dem Mord an Siegfried Buback vertraulich Informationen zur Täterschaft mitgeteilt habe. „Geballert hat die Sola“, habe dieser am Telefon gesagt. 
„Sola“ war der Deckname von Verena Becker. Außerdem habe Lochte ihm später gesagt, das bis heute nicht geklärte Attentat auf Alfred Herrhausen sei nicht von der RAF verübt worden. Von der Heyde wurde am 11. August 2011 dazu als Zeuge im Prozess gegen Becker vernommen.
Von 1989 bis 2002 betrieb von der Heyde unter der Beratung des Ethnologen Werner Muensterberger in Hamburg die Galerie „Tribal Arts“ für Afrikanische und Ozeanische Kunst.